# 第百十一号哨戒特務艇
第百十一号哨戒特務艇（だいひゃくじゅういちごうしょうかいとくむてい）は、日本海軍の未成特務艇（哨戒特務艇）。第一号型哨戒特務艇の47番艇。

## 艇歴
マル戦計画の特務艇、第2121号艦型の111番艇、仮称艦名第2231号艦として計画。1944年11月5日、第百十一号哨戒特務艇と命名されて第一号型哨戒特務艇の44番艇に定められ、本籍を呉鎮守府と仮定。1945年6月12日、西井造船所で進水。船体完成後は西井造船所で繋留。
終戦時未成。8月17日、工事中止が発令される。戦後は西井造船所で繋留されていたが、艤装品の破損による浸水のため坐洲した。
1947年2月1日、行動不能艦艇（特）に定められる。11月22日、在東京アメリカ極東海軍司令部から日本に対し、本艇の解体が指令された。